# Драгожань
Драгожань (Драгожанка, Драготань, Драгошинка) — река в России, протекает по территории Думиничского района Калужской области. Устье реки находится в 165 км по левому берегу реки Жиздра. Длина реки составляет 29 км, площадь водосборного бассейна — 275 км².

## Описание

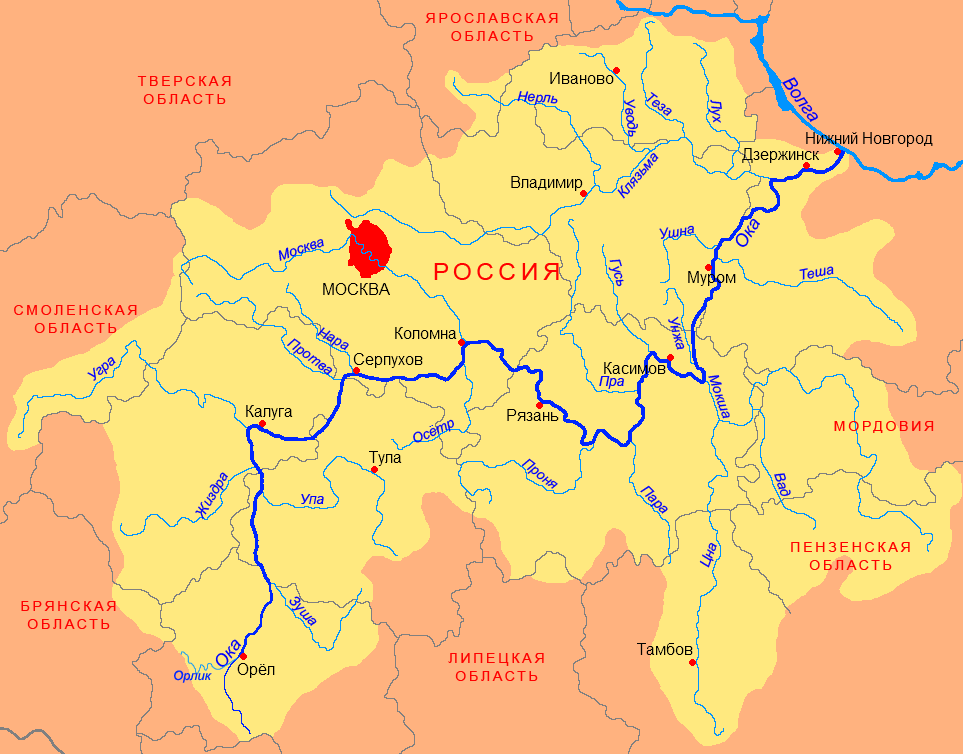
Бассейн Волги

Исток этой реки располагается в лесах на Среднерусской возвышенности около деревни Которец. Исток находится в заболоченной местности на высоте 212 метров над уровнем моря. Драгожань вытекает из болота небольшим ручьём. В 1981 году на месте железной дороги, проходившей через мост, над ручьём была построена запруда шириной в 155 метров. В 600 м к востоку от села Высокое Драгожань сливается с Которянкой. Название реки Драгожанки произошло от прежнего названия села Зимницы-Драгожань или Драгошань.
Около магистрали Москва-Брянск-Киев и деревни имени Ленина в Думиничском районе впадает в Жиздру, которая, в свою очередь, впадает в Оку — главный приток Волги. На берегах Драгожани в XV веке образовались села: Слободка, Зимницы, Каменка, Буда-Монастырская, Мирный, Высокое. В XX веке в сёлах Слободка и Зимницы проводилась работа по добыче полезных ископаемых, в основном руды и железа. В соседнем селе Которец из истока вытекает одноимённый ручей, который также впадает в Драгожань.
Притоки (от истока до устья): Чёрная, Слобожанка, Которянка.

## Данные водного реестра
По данным государственного водного реестра России относится к Окскому бассейновому округу, водохозяйственный участок реки — Ока от города Белёв до города Калуга, без рек Упа и Угра, речной подбассейн реки — бассейны притоков Оки до впадения Мокши. Речной бассейн реки — Ока.
Код объекта в государственном водном реестре — 09010100512110000019708.